# Джаравікуба-Мунталі
Джаравіку́ба-Мунта́лі (англ. Jaravikuba Munthali) — традиційна громада у складі дистрикту Мзімба Північного регіону Малаві.
Населення — 17699 осіб (2018).